# Manifestations anti-monarchie de 2021 en Eswatini
 (juillet 2021).
 (juillet 2021).
Si vous disposez d'ouvrages ou d'articles de référence ou si vous connaissez des sites web de qualité traitant du thème abordé ici, merci de compléter l'article en donnant les références utiles à sa vérifiabilité et en les liant à la section « Notes et références ».
Les manifestations anti-monarchie de 2021 en Eswatini sont une série de manifestations en cours depuis fin juin 2021 en Eswatini contre la monarchie et pour la démocratisation. Commençant comme une manifestation pacifique le 20 juin, elles ont dégénéré après le 25 juin en violences et pillages au cours du week-end alors que le gouvernement a pris une position dure contre les manifestations et interdit l'envoi de pétitions.

## Contexte
L'Eswatini est l'un des rares pays à être une monarchie absolue, Mswati III étant le roi depuis 1986. Les partis politiques sont interdits depuis 1973 en raison d'un « état d'urgence » qui perdure à ce jour, et sont fortement persécutés sous lois « antiterroristes ». Le premier ministre est nommé par le monarque. Bien que les manifestations soient apparemment rares, il y a eu des manifestations en 2018 et 2019 contre le style de vie somptueux de Mswati III et le détournement présumé de fonds publics.

## Manifestations
Les premières manifestations ont eu lieu le 20 juin lorsque des jeunes ruraux de la région de Manzini ont traversé un village en criant des slogans politiques et en réclamant le droit à un Premier ministre démocratiquement choisi. Ils ont bloqué des routes et incendié des pneus. La police a réagi à ces manifestations en déployant des grenades assourdissantes et en tirant à balles réelles, ce qui a poussé les manifestants à riposter en lançant des pierres. Les manifestations se sont propagées et ont dégénéré en violences le 25 juin dans la commune de Msunduza, près de Mbabane, alors que les manifestants « se heurtaient » à la police et que des magasins étaient pillés et incendiés. Alors que des milliers de personnes remettaient des pétitions aux autorités de l'inkhundla (en), qui sont démocratiquement nommées dans un système « décentralisé », le gouvernement a empêché leur exécution, suscitant la controverse du syndicat national des enseignants et entraînant de nouveaux troubles. Dans la nuit du 28 au 29 juin, il a été supposé que Mswati III avait fui l'Eswatini au milieu d'un désordre croissant. Le gouvernement a nié ces rapports. Cependant, il a été signalé que son avion privé avait été aperçu en train de quitter le pays. Le Parti communiste d'Eswatini a affirmé qu'il s'était enfui en Afrique du Sud, tandis que le Swaziland Solidarity Networka a déclaré qu'il se trouvait au Mozambique et qu'il avait demandé aux forces de sécurité de « réprimer brutalement » les manifestations. Le 29 juin 2021, les manifestations se sont poursuivies avec la police essayant de repousser les manifestants avec des coups de feu et des gaz lacrymogènes avec la police anti-émeute et l'armée présentes dans les rues. La police a également mis en place des barrages dans la capitale et le gouvernement a fermé les écoles et les gares routières. Un couvre-feu a été mis en place entre 18 h 0 et 5 h 0 par le gouvernement pour tenter de mettre fin à la violence, et les entreprises et les écoles ont dû fermer.

## Réactions
Selon le Times of Swaziland, un certain nombre de personnalités gouvernementales ont encouragé la violence et une répression sévère à travers leurs déclarations. Le commissaire national de police William Dlamini a déclaré que les manifestations étaient une « guerre » ; bien qu'il ait précisé plus tard qu'il souhaitait toujours le calme et souhaitait seulement montrer que la police était dévouée au rétablissement de l'ordre, le rédacteur en chef du Times a blâmé cette déclaration, l'interdiction des pétitions et un appel du ministre du Logement et du Développement urbain, le prince Simelane, à « combattre le feu par le feu » pour avoir envenimé la situation.
Le plus grand parti d'opposition, le People's United Democratic Movement (en), a annoncé une conférence de presse qui se tiendra le 29 juin.
Fin janvier 2023, l'avocat et activiste de l'opposition Thulani Masek, qui militait de longue date pour des réformes démocratiques et la défense des droits humains est tué par balle à son domicile, quelques heures après un discours de Mswati III devant sa garde personnelle dans lequel celui ci les assurent que des mercenaires vont « s'occuper » des personnes appelant à des réformes démocratiques, qu'il accuse d'être à l'origine de l'instabilité dans le pays.